# Benedetta Carlini
Benedetta Carlini (n. 20 ianuarie 1590, Vellano⁠(d), Pescia, Toscana, Italia – d. 7 august 1661, Pescia, Toscana, Italia) a fost o călugăriță catolică italiană, mistică și lesbiană, care ar fi trăit în perioada Contrareformei în Italia. Ea este considerată un personaj important în istoria spiritualității feminine și a lesbianismului. Sursa principală asupra vieții călugăriței este opera lui Judith C. Brown Immodest Acts (1986). Dramaturga și regizoarea canadiană Rosemary Rowe a scris o comedie despre relația Benedettei Carlini cu sora Bartolomea, intitulată Benedetta Carlini: Lesbian Nun of Renaissance Italy.